# Niphona batesi
Niphona batesi är en skalbaggsart som beskrevs av Charles Joseph Gahan 1895. Niphona batesi ingår i släktet Niphona och familjen långhorningar.
Artens utbredningsområde är Myanmar. Inga underarter finns listade i Catalogue of Life.